# Ernst Lübcke
Ernst Carl Wilhelm Lübcke (* 16. Dezember 1890 in Wolfenbüttel; † 2. Dezember 1971 in Berlin) war ein deutscher Physiker, der sich mit Experimentalphysik und Akustik beschäftigte.

## Leben
Lübcke wurde als Sohn von Georg Lübcke und dessen Frau Helene (geborene Eichler) in Wolfenbüttel geboren. Er besuchte das dortige Humanistische Gymnasium, an dem er 1910 sein Abitur ablegte. Anschließend studierte er bis 1914 Mathematik und Physik an Universitäten in Berlin, Heidelberg und Göttingen. Von 1914 bis 1916 arbeitete er zunächst als Assistent am Institut für angewandte Elektrizität der Universität Göttingen und promovierte dort bei Hermann Theodor Simon 1916 mit einer Arbeit Über Aufnahme von Wechselstromkurven unter Benutzung der ionisierenden Wirkung von Kathodenstrahlen zum Dr. phil. (Doktor der Wissenschaft). Im Anschluss daran studierte er bis 1919 Rechtswissenschaften an der Christian-Albrechts-Universität zu Kiel. Nebenher war er von 1916 bis 1920 wissenschaftlicher Referent bei der Torpedo- und Mineninspektion in Kiel.
Ab 1920 war er bis 1924 Leiter des Laboratoriums der Atlas Werke AG und bis 1933 Leiter des Forschungslabors der Siemens-Werke in Bremen. 1929 habilitierte er sich an der Technischen Hochschule in Braunschweig und bekam dort einen Lehrauftrag für angewandte Physik und zum Aufbau des „akustischen Laboratoriums“ beitrug. Er war ab 1935 als Außerplanmäßiger Professor tätig und erhielt 1940 den Lehrauftrag für Bau- und Raumakustik. In den Jahren 1933 bis 1945 war er als Abteilungsleiter, Laboratoriumsvorstand, wissenschaftlicher Dezernent und Prokurist in den Dynamowerken der Siemens-Schuckert-Werke AG in Berlin tätig, wo er sich mit der Geräuschbeseitigung an elektrischen Maschinen beschäftigte. Lübcke übernahm von 1945 bis 1946 vertretungsweise den Lehrstuhl für Akustik und mechanische Schwingungen an der TH Berlin an und war zu dieser Zeit ebenfalls stellvertretender Abteilungsleiter im Heinrich-Hertz-Institut für Schwingungsforschung in Berlin.
1946 bis 1953 war er als Professor für Experimentalphysik an der Universität Rostock gemeldet, wurde jedoch bis 1951 als Spezialist zu wissenschaftlicher Arbeit in der Sowjetunion verpflichtet, wo er in Leningrad eingesetzt wurde. Seit 1955 war er als Honorarprofessor für Technische Akustik an der TH Berlin tätig.
Lübcke verfasste einige physikalische Bücher und Schriften, die sich insbesondere auf das Gebiet der Akustik erstrecken. Zu seinen Betätigungsfeldern gehörten die Schwingungserzeugung, Geräuschbekämpfung, Schallmessung sowie die Raum- und Bauakustik. Darüber hinaus beschäftigte er sich mit Quecksilberdampfentladungen und messtechnischen Problemen. Er war Mitglied des Vereins Deutscher Ingenieure (VDI). Lübcke hatte die Obmannschaft des VDI-Fachausschusses Schwingungstechnik inne.

## Schriften (Auswahl)
- Über Aufnahme von Wechselstromkurven unter Benutzung der ionisierenden Wirkung von Kathodenstrahlen. (= Dissertation, Universität Göttingen). Springer, Berlin 1916, OCLC 80257635.
- mit Lothar Cremer, Erwin Meyer, Wilhelm Dürhammer, Werner Zeller, Werner Piening: Schallabwehr im Bau- und Maschinenwesen: Sechs Vorträge und eine Tabellen- und Formelsammlung. J. Springer, Berlin 1940, OCLC 72086555.
- mit Hans Joachim Gober: Schallausbreitung in Fabrikhallen (Hauptsächlich in Flachräumen). In: Forschungsberichte des Landes Nordrhein-Westfalen. Westdt. Verl., Köln 1964, OCLC 300212075.